# Rijksstad Landau
Landau was een tot de Boven-Rijnse Kreits behorende rijksstad binnen het Heilige Roomse Rijk.
In 1268 werd Landau in der Pfalz vermeld als bezit van het graafschap Leiningen. In 1274 kreeg het van koning Rudolf het stadsrecht van Haguenau. Nadat de stad in 1290 onafhankelijk geworden was van Leiningen werd ze in 1291 rijksstad. In 1324 werd de stad verpand aan het prinsbisdom Spiers. Deze verpanding duurde tot de inlossing onder keizer Maximiliaan I in 1511. De stad zocht bescherming door zich in 1517 onder de landvoogdij Haguenau te stellen en zich in 1521 bij de Tienstedenbond aan te sluiten. 
De Vrede van Münster van 1648 leverde de stad een onduidelijke status op: enerzijds gaf paragraaf 73 de landvoogdij Haguenau met de daarbij horende rechten over de stad aan Frankrijk, anderzijds verplichtte Frankrijk zich in paragraaf 87 om de  rijksvrije status van de stad te respecteren. De steden Landau en Wissembourg hebben vergeefs geprobeerd het verdragsontwerp te wijzigen met als argument dat de steden niet behoorden tot de Elzas, maar tot de Speyergau.
In 1674 bezette Frankrijk de rijksstad. In 1679 werd na de Vrede van Nijmegen de rijksschout vervangen door een koninklijke prefect. Vervolgens werd de stad in het kader van de reunionspolitiek in 1680 door Frankrijk geannexeerd. In de Vrede van Rijswijk van 1697 erkenden de Europese mogendheden de inlijving van de rijksstad. De eerste vrede van parijs in 1814 liet de stad bij Frankrijk. Bij de Tweede Vrede van Parijs in 1815 moest Frankrijk de voormalige rijksstad echter afstaan aan Oostenrijk, dat het op zijn beurt in 1816 aan het koninkrijk Beieren overdroeg.